# 連環画出版社
連環画出版社（れんかんが-しゅっぱんしゃ）は中華人民共和国の出版社。1985年3月に設立され、現在は中国美術出版総社グループ下で、中国国内では唯一連環画を専門とする出版社である。最近では北京中少動漫とともに日本の漫画の版権輸入による翻訳出版を行っている。
ISBNコードは978-7-5056。

## 出版している日本の漫画
- 久保帯人『BLEACH』
- 岸本斉史『NARUTO -ナルト-』
- 許斐剛『テニスの王子様』